# Herman Kahn
Herman Kahn (ur. 15 lutego 1922 w Bayonne, zm. 7 lipca 1983 w Chappaqua) – amerykański fizyk i członek założyciel Instytutu Hudsona, uważany za jednego z najwybitniejszych futurologów drugiej połowy XX wieku. Zyskał rozgłos jako strateg wojskowy i teoretyk systemów pracujący w korporacji RAND. 
Zajmował się analizą prawdopodobnych konsekwencji wojny nuklearnej i potencjalnych możliwości jej wygrania w razie eskalacji zimnej wojny. Kahn przedstawił ideę „możliwej do wygrania” wymiany nuklearnej w swojej książce „O wojnie termojądrowej” (ang. On Thermonuclear War) z 1960 r., przez co stał się inspiracją dla tytułowego bohatera czarnej komedii, „Doktor Strangelove” Stanleya Kubricka.
W 1965 roku opublikował ostateczną, 44-stopniową wersję "drabiny eskalacyjnej".